# 国際デフバスケットボール連盟
国際デフバスケットボール連盟（Deaf International Basketball Federation: 略称DIBF）はデフバスケットボールの国際的な統括団体。国際デフバスケットボール協会(IDBA)が前身。理事長にAleksas JASIUNAS（リトアニア）、事務局長にJürgen ENDRESS（ドイツ）がいる。日本は日本デフバスケットボール協会（JDBA）が加盟している。

## 概要
1998年に国際デフバスケットボール協会として発足した後、2002年に国際デフバスケットボール連盟に改称した。原加盟国はオーストラリア、ラトビア、ロシア、ギリシャ、ニュージーランド、アメリカ合衆国、リトアニア、ポーランド、フィンランド、トルコ、台湾、イギリス、スウェーデン、ウクライナ、スロベニア、イスラエルの16ヶ国であった。
４つのゾーン（アメリカ、ヨーロッパ、アフリカ、アジア太平洋）ごとに地域を分割して統括され、中央理事と各地域の理事で構成される。
DIBFの主催する最も大きな大会は2002年以来開催しているデフバスケットボール世界選手権の開催、U21デフバスケットボール世界選手権がある。その他、４つのゾーンでのクラブカップやデフレフェリークリニックの開催がある。

## 主な主催大会
- デフバスケットボール世界選手権

## デフバスケットボール世界選手権
Deaf Basketball Championship（デフバスケットボール世界選手権）は4年に1度、世界規模で行われるデフバスケットボールの大会であり、DIBF（国際デフバスケットボール連盟）が主催する主な大会である。
|        | 開催年 | 開催都市 | 開催国   |
| ------ | ------ | -------- | -------- |
| 第１回 | 2002年 | アテネ   | ギリシャ |
| 第２回 | 2007年 | 広州     | 中国     |
| 第３回 | 2011年 | パレルモ | イタリア |
| 第４回 | 2015年 | 桃園     | 台湾     |
| 第５回 | 2019年 | 未定     | 未定     |